# Celle (biologi)
 For alternative betydninger, se Celle. (Se også artikler, som begynder med Celle)
En celle er den mindste levende enhed i alle levende organismer og er fælles for alt liv, både for mikroorganismer, planter, svampe, dyr og mennesker. Nogle organismer såsom bakterier består kun af en enkelt celle (encellede), hvorimod andre organismer er flercellede og består af op til flere billioner celler, der arbejder sammen. 
En mand på 70 kg indeholder ca. 36 billioner (3,6 x 1013) celler, kvinder og børn noget færre; en typisk celle har en "diameter" på 10 µm og en typisk celle vejer ca. 1 nanogram. Der eksisterer en endnu mindre selvstændig enhed, virus, som ikke er en celle, men som er medlem af det taksonomiske overdomæne liv. Biologer diskuterer om virus skal regnes som levende eller ej. I bekræftende fald er en celle så den næstmindste levende enhed.
Matthias Jakob Schleiden og Theodor Schwann var de første, der fremsatte teorien om, at alle organismer består af én eller flere celler, der alle er opstået ved deling af andre celler. En organismes vitale funktioner foregår primært inde i cellerne og styres og kontrolleres af arvematerialet, DNA, der findes i alle celler.
Enhver celle er i en vis udstrækning i stand til at varetage sine egne vitale funktioner og derved opretholde sit eget liv. Cellen er således i stand til at optage næringsstoffer, omsætte disse næringsstoffer til energi og nødvendige molekylære byggesten samt udskille de affaldsstoffer, der bliver tilovers ved disse processer. Ved disse processer, der kaldes stofskiftet, gør cellen brug af specialiserede enzymer og proteiner, som ofte ligger lokaliseret i strukturer kaldet organeller. Organeller kan betragtes som cellens små organer.
Celler deler sig ved celledeling, hvor cellen videregiver en komplet kopi af sit arvemateriale til sine datterceller. Der findes to overordnende celletyper; plante- og dyreceller. Disse to overordnede grupper har dertil flere forskellige undergrupper.

## Anatomi
Traditionelt skelner man mellem to typer af celler: eukaryoter og prokaryoter. Prokaryoter er encellede organismer, mens eukaryoter kan leve encellet eller indgå i flercellede organismer. Der er en række forskelle i de to celletypers anatomi. Evolutionært menes prokaryoterne at være opstået før eukaryoterne, og prokaryoterne fremstår mere primitive end eukaryoterne.

### Prokaryoter
Prokaryoter adskiller sig på flere punkter væsentligt fra eukaryoter, f.eks. har prokaryoten ikke en afgrænset cellekerne, prokaryoterne er som oftest meget mindre end eukaryoterne, og prokaryoterne har ingen membranafgrænsede organeller som eukaryoten har. Frem for at have mange specialiserede organeller har prokaryoten en plasmamembran, som varetager en stor del af prokaryotens livsnødvendige funktioner. Overordnet består prokaryoten af tre forskellige anatomiske regioner: vedhæng som flageller og pili, som er proteiner, der sidder på prokaryotens overfladen; én cellevæg samt en eller to cellemembraner, der afgrænser cellen fra omgivelserne; og et cytoplasma, hvori prokaryotens arvemateriale ligger. I cytoplasmaet findes også cellens ribosomer.

### Eukaryoter
Eukaryoter er ofte meget større end prokaryoter. Udover størrelsesforskellen er en væsentlig forskel på de to typer af celler, at eukaryoter har afgrænsede organeller, hvori dele af eukaryotens stofskifte finder sted. Det enkelte organel er specialiseret til at varetage enkelte dele af cellens stofskifte. Den eukaryote celle har også en cellekerne, nucleus, hvor cellens DNA ligger. DNA'et er hos eukaryoten længere end hos prokaryoten og ligger i eukaryoten organiseret i enkelte kromosomer.

## Cellebestanddele
Både prokaryoten og eukaryoten har en række bestanddele, som er fælles for begge celletyper. De har begge en cellemembran, der adskiller dem fra omverden. Indenfor cellemembranen findes cellens cytoplasma. Alle celler har desuden DNA, der indeholder cellens genetiske materiale. DNA'et bruges af cellen til at lagre information om alle de biologiske makromolekyler, der er nødvendige for cellen. Cellen omsætter denne information vha. rna, som benyttes ved cellens konstruktion af proteiner.

### Cellemembranen
Cellen omgives af en cellemembran, der afgrænser og beskytter cellen for omgivelserne. Hos planter og prokaryoter er cellemembranen ofte dækket med en cellevæg, der yder ekstra beskyttelse og stivhed for cellen. Cellemembranen består af et dobbelt lag af fedtmolekyler, lipidlaget. Udover lipidlaget, der udgør hovedparten af cellemembranen, findes der også proteiner i cellemembranen. Lipidlaget er relativt uigennemtrængeligt for vand og vandopløselige molekyler og udgør derfor en effektiv barriere mod omgivelserne. Proteinerne i cellemembranen varetager de mere specialiserede funktioner i cellemembranen. De er fx ansvarlige for transport af vandopløselige molekyler ind og ud af cellen og kan virke som receptorer for ekstracellulære signalstoffer.

### Cytoskelet
Cytoskelettet findes inde i cellens cytoplasma og er med til at opretholde cellens form. Udover at give cellen dens form er cytoskelettet også vigtigt for cellens evne til at bevæge sig og nødvendigt for den intracellulære transport af molekyler. Cytoskelettet er hos eukaryoten opbygget af tre forskellige trådformede proteinkomponenter kaldet aktinfilamenter, mikrotubuli og intermediære filamenter. Hos prokaryoten findes tilsvarende trådlignende strukturer, der gennemvæver cellens cytoplasma.

### Arvemateriale
Organismer kan lagre deres arvemateriale på to forskellige måder, som DNA eller som RNA. Både eukaryoter og prokaryoter lagrer deres arvemateriale som DNA. RNA anvendes af nogle typer virus til lagring af arvemateriale. Hos prokaryoterne og eukaryoterne anvendes RNA som transportmedie for arvematerialet (mRNA) og som ribozymer og aminosyrebærere (tRNA) i forbindelse med cellens proteinsyntese.
Prokaryoter har deres arvemateriale liggende som et enkelt cirkulært DNA-molekyle. Eukaryoten har sit arvemateriale placeret i cellekernen, hvor det ligger i flere forskellige lineære DNA-molekyler kaldet kromosomer. Desuden findes der hos eukaryoten cirkulære stykker af DNA i enkelte organeller, såsom mitochondrier og kloroplaster.

### Organeller
Som organerne hos mennesket findes der i cellen forskellige specialiserede strukturer, der varetager specifikke funktioner, og disse kaldes organeller.

#### Cellekerne
Cellekernen findes kun i eukaryoter og huser cellens genetiske materiale, DNA. Cellekernen virker som cellens kontrolcenter, og det er i cellekernen, at syntesen af DNA og RNA finder sted. Cellekernen er adskilt fra cellens cytoplasma af en kernemembran, der har til formål at beskytte arvematerialet inde i kernen og styre transporten af molekyler ind og ud af cellekernen. Inde i cellekernen ligger cellens DNA organiseret i kromosomer. De enkelte kromosomer er bygget op af kromatin, der består af DNA og proteiner, som er med til at organisere de lange DNA-molekyler. Udover kromatin findes der i cellekernen proteiner og enzymer, der forarbejder DNA'et. Ved transskription af DNA danner cellen en RNA-kopi af arvematerialet kaldet messenger-RNA (mRNA). mRNA'et modificeres og transporteres ud af cellekernen til cellens cytoplasma, hvor det indgår syntesen af proteiner.

#### Mitochondrier & chloroplaster
Cellen er afhængig af energi for at kunne udføre de livsnødvendige processer i cellens stofskifte. Af denne årsag har de eukaryote celler særlige organeller, der er specialiseret i visse energidannende funktioner. Mitochondrier findes i cellens cytoplasma og er ofte aflange eller ovale i deres form. De er opbygget af to membraner, en ydermembran og en indermembran. Inde i mitokondriet findes mitochondriets matrix, der indeholder enzymer, der indgår i dannelsen af energi. Udover enzymer indeholder matrix også mitochondriets DNA (mDNA), der er forskellig fra cellens DNA, der findes i cellekernen. mDNA'et er mitokondriets arvemateriale og koder for alle de strukturer, der findes heri. Mitochondrierne danner en stor del af energien i form af ATP ved krebs' cyklus, hvor ilt og glukose omsættes; den indledende energidannelse finder sted i cytosolen. I planter findes chloroplaster eller grønkorn, som også indeholder deres eget DNA. Kloroplaster er i planten ansvarlig for fotosyntesen, hvor lys og carbondioxid omdannes til energi lagret i glukosen.

#### Andre organeller
Eukaryote celler indeholder flere andre organeller:
- Ribosomer, der varetager syntesen af proteiner ud fra mRNA. Ribosomer kan enten findes frit i cytoplasma eller i tilknytning til membraner fx endoplasmatisk reticulum.
- Endoplasmatisk reticulum, der indgår i viderebehandlingen af proteiner og syntesen af lipider.
- Golgiapparatet, hvor proteiner, der skal udskilles eller placeres i cellemembranen færdigbehandles, sorteres og transporteres mod cellemembranen eller andre destinationer
- Lysosomer, peroxisomer og proteasomer, der alle spiller en rolle i nedbrydelsen af stoffer, der er optaget eller produceret i cellen.
- Centrosomet, der er den struktur, hvorfra det mitotiske spindel dannes ved celledelingen.

## Celledeling
Celledeling omfatter dannelsen af to nye datterceller fra én enkelt modercelle. Hos flercellede organismer udgør dette basis for vækst og dannelse af nyt væv, hos encellede organismer er celledelingen basis for formering. Forud for en celledeling er det nødvendigt for cellen at lave en nøjagtig kopi af sit arvemateriale. På grund af forskellene i lagring og placering af DNA'et hos prokaryoter og eukaryoter, er processen, hvorved de deler sig, også forskellig.
Prokaryoter deler sig ved en proces kaldet binær fission. Her laves først en nøjagtig kopi af cellens DNA, hvorved cellen får to kromosomer. Herefter vokser cellen i størrelse, og de to kromosomer placerer sig i hver sin ende af cellen. Derefter begynder cellevæggen at invaginere på midten, og de to kromosomer bliver adskilt i hvert sit rum. Til sidst skilles de to ender, og der er dannet to datterceller.
Eukaryoter har flere kromosomer placeret i cellekernen. Når eukaryoten deler sig, gennemløber den en række faser. I den første fase vokser cellen sig større og laver en nøjagtig kopi af hvert kromosom, herefter kommer endnu en vækstfase, der også virker som kontrolfase. Til sidst finder den egentlige celledeling sted, hvor cellekernen nedbrydes, og cellen trækker én kopi af hvert kromosom ud til hver sin ende af cellen. Herefter dannes der en indsnøring midt på cellen, hvorved den splittes i to datterceller. Dattercellerne danner derpå en ny cellekerne, hvor de placerer deres kromosomer. Flercellede organismer anvender en særlig form for celledeling kaldet meiose til dannelsen af kønsceller, der anvendes ved formering.
Celledelingen hos prokaryoter er væsentlig hurtigere end den tilsvarende hos eukaryoter, dels pga. prokaryotens simplere opbygning, men også som udtryk for en mindre kontrol med kopieringen af DNA'et. Dette resulterer i en højere mutationsrate hos prokaryoter. Mutationer af en enkelt celle udgør hos flercellede organismer en risiko, da det kan resultere i kræft og derved kan betyde, at hele organismen går til grunde. Hos encellede organismer kan den høje mutationsrate være en fordel, da den skaber større genetisk diversitet og derved større mulighed for at tilpasse sig.